# Hanleya
Hanleya is een geslacht van keverslakken uit de familie Hanleyidae.  

## Soorten
- Hanleya hanleyi (Bean in Thorpe, 1844)
- Hanleya nagelfar (Lovén, 1846)